# Медфорд (Њујорк)
Медфорд (енгл. Medford) насељено је место без административног статуса у америчкој савезној држави Њујорк.

## Демографија
По попису из 2010. године број становника је 24.142, што је 2.157 (9,8%) становника више него 2000. године.
| Група             | 2000.          | 2010.          |
| Белци             | 18.144 (82,5%) | 17.471 (72,4%) |
| Афроамериканци    | 875 (4,0%)     | 1.458 (6,0%)   |
| Азијати           | 303 (1,4%)     | 627 (2,6%)     |
| Хиспаноамериканци | 2.373 (10,8%)  | 4.306 (17,8%)  |
| Укупно            | 21.985         | 24.142         |